# Albédo (mésocarpe)
Pour les articles homonymes, voir Albédo (homonymie).
L'albédo, du latin albus blanc, est synonyme de mésocarpe. C'est la partie blanche de la peau des agrumes principalement. L'albédo est situé entre le flavédo ou exocarpe à l'extérieur nommé communément le zeste, et à l'intérieur du fruit la pulpe ou endocarpe.

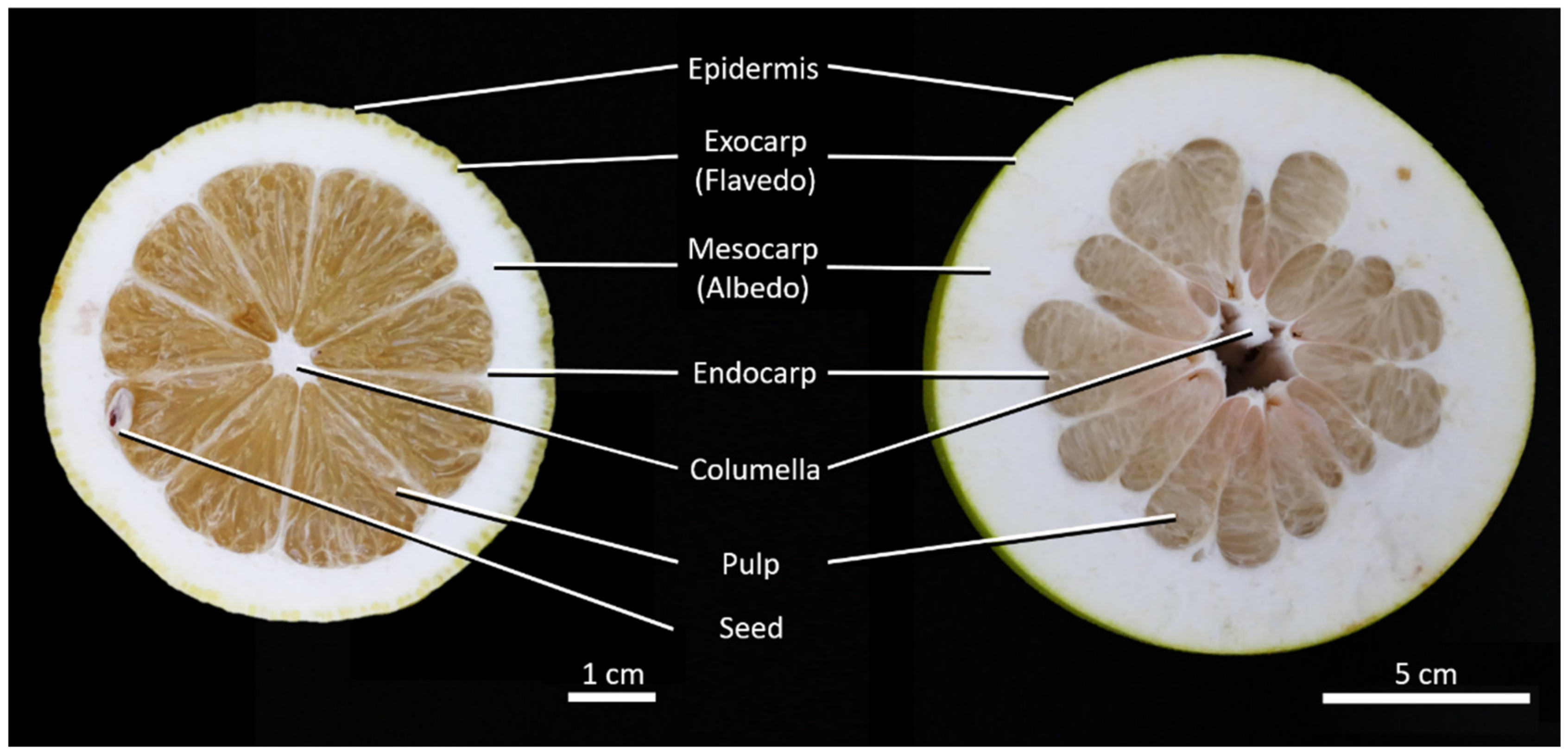
L'albedo (mésocarpe) ou blanc d'un citron à gauche et d'un pamplemousse (C. maxima) sont d'épaisseurs différentes, chez certains cédrats, il remplit tout le fruit il est presque totalement absent chez le tangor Setoka.

## Dénomination

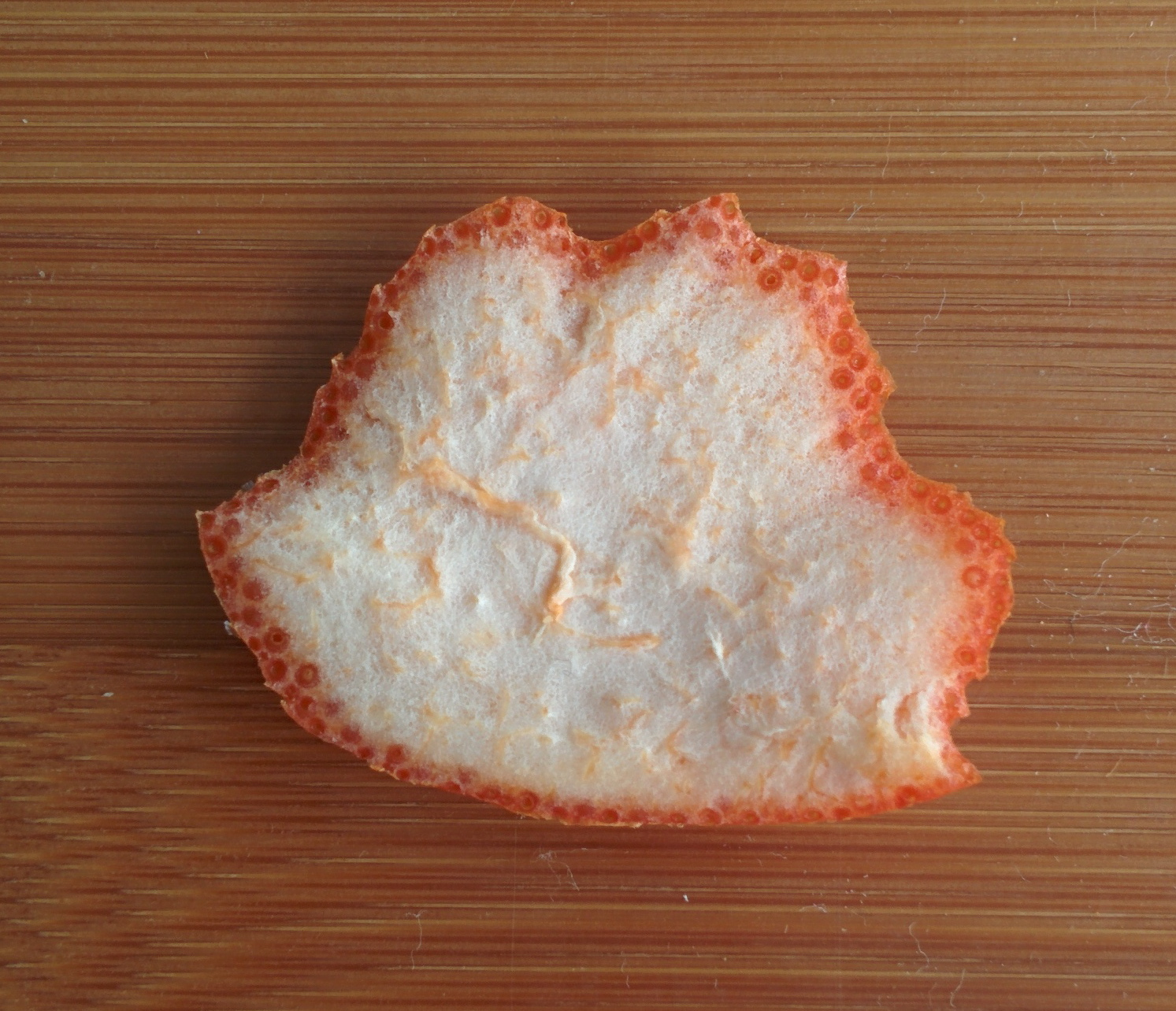
albedo d'orange.

Le terme n'est pas employé pour désigner le mésocarpe avant le XXe siècle. Depuis 1940, albedo devient plus fréquent que mésocarpe dans la littérature en français numérisée. En anglais mesocarp est très peu employé et albedo est massivement majoritaire la même année.
La Revue des marques de la parfumerie (1933) attribue l'utilisation du mot albédo («partie blanche interne du zeste de citron») aux Italiens. La Revue marocaine des fruits donne la définition suivante : «Le mésocarpe, la peau blanche située au-dessous de la peau jaune de l’orange, est appelée Albedo ; c’est le mésocarpe du fruit ; elle est formée de cellules assez homogènes ; l’épaisseur de cette peau varie avec les différentes variétés d’Agrumes. Les cellules de l’Albedo sont composées de cellulose et de pentosanes (polymères composés de pentoses: sucres à 5 carbones, la cellulose est composée de monomères hexose), elles contiennent une certaine quantité de substances pectiques».

## Description

### Morphologie

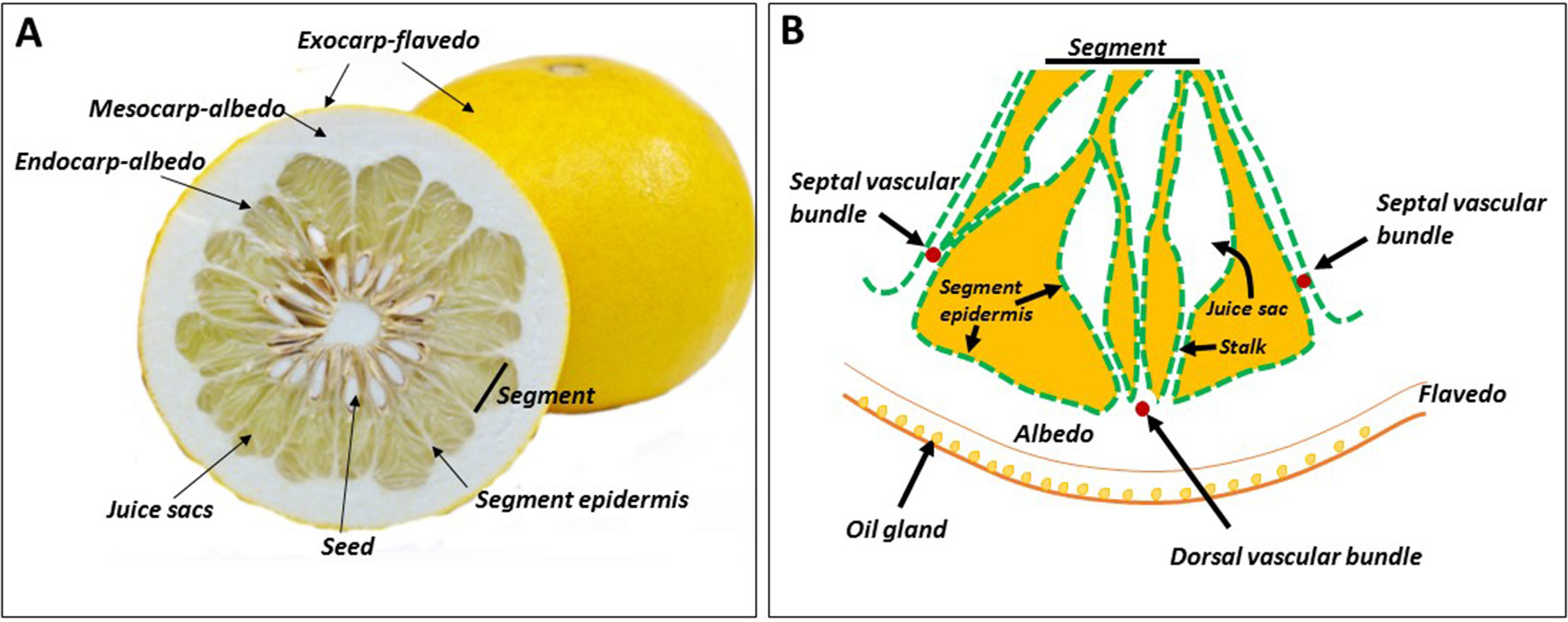
Coupe transversale du fruit (A) et représentation schématique d'un segment, y compris les tissus de la peau (B).

«La structure de la peau du citron et du pamplemousse est relativement similaire, elle peut servir d'inspiration pour la conception de structures techniques en sandwich» (M. Jentzsch et al. 2022). L'albedo est considéré comme une couche intermédiaire (transition plus ou moins graduée selon les agrumes) entre le flavédo d'épaisseur millimétrique et à forte densité cellulaire et la pulpe. Sa densité et son épaisseur varient et changent pendant la maturation du fruit. L'albédo joue un rôle de mousse isolante. Ainsi il devient moins dense à mesure que le fruit grossit et d'autant plus capable d'amortir la chute du fruit et a une forte capacité de rétention d'eau. Les couches cellulaires de l'albédo sont considérées comme du tissu mésocarpien, et les deux ou trois couches cellulaires les plus internes sont appelées endocarpe.

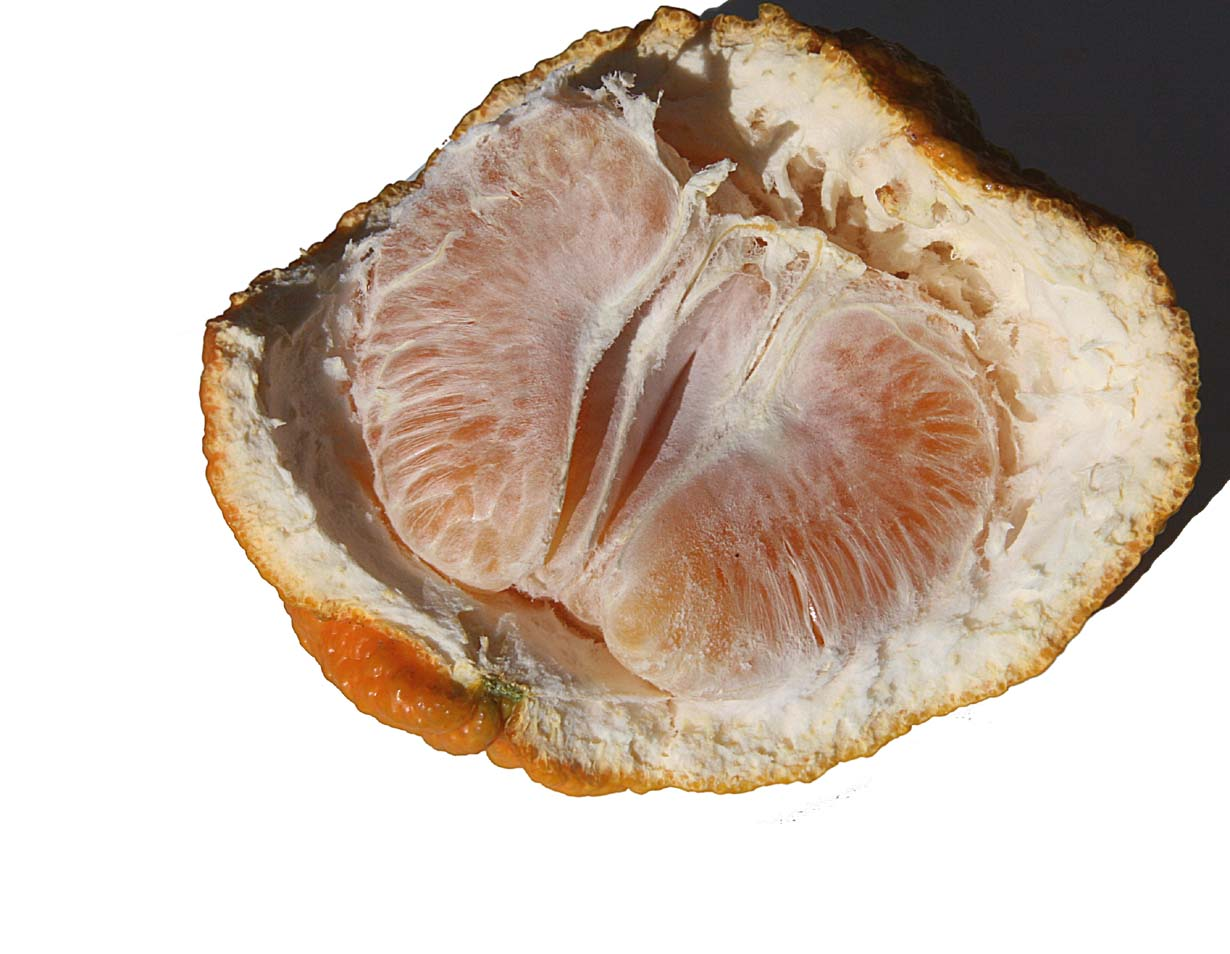
Albedo spongieux et réticulé très léger du tangor Ugli

### Histologie
Avi Sadka et al. (2019) ont décrit le développement du fruit chez les agrumes. Au stade I du développement des fruits, l'albédo s'épaissit par division cellulaire. À ce stade, le sucre du phloème transite par les cellules albédo avant d'atteindre le tissu pulpaire qui se développe au stade II à l'exception d'une petite partie utilisée par l'albédo pour son propre développement. Les auteurs écrivent «une quantité considérable de saccharose et d'hexoses se trouve dans les cellules d'albédo. L'activité de l'invertase vacuolaire est la plus forte dans l'albédo par rapport aux autres tissus du fruit, indiquant un stockage actif des saccharose/hexoses dans l'albédo après le déchargement». Par la suite l'albédo se désagrège au cours de la maturation des fruits. La désagrégation est plus ou moins prononcée selon les espèces, chez les mandarines et les satsuma ou les tangors seul le système vasculaire  subsiste à maturité, formant un tissu spongieux réticulé (d'où le nom Citrus reticulata).

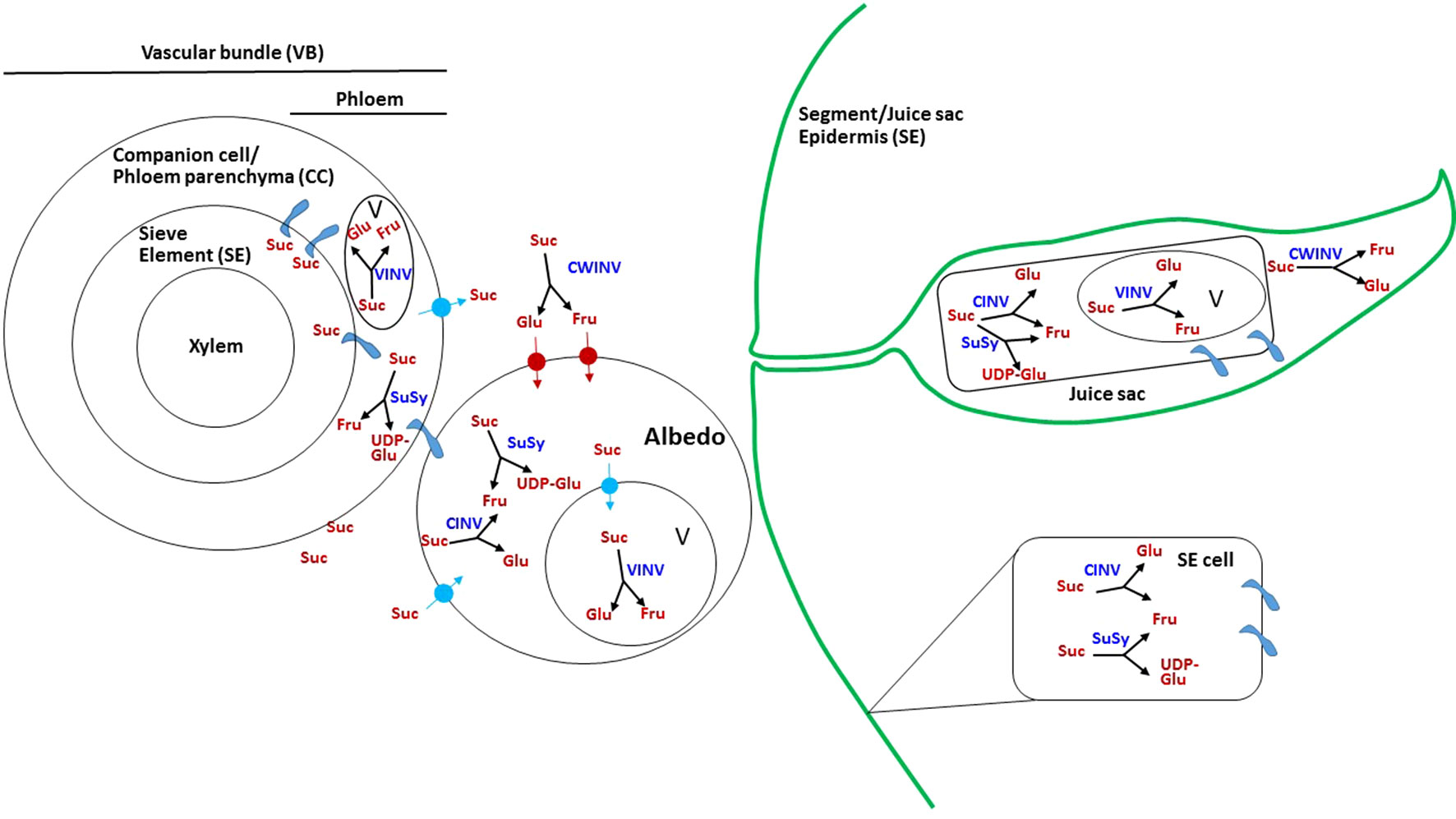
Les chemins du saccharose depuis le phloème de l'arbre jusqu'aux sacs à jus via l’albédo

### Composition

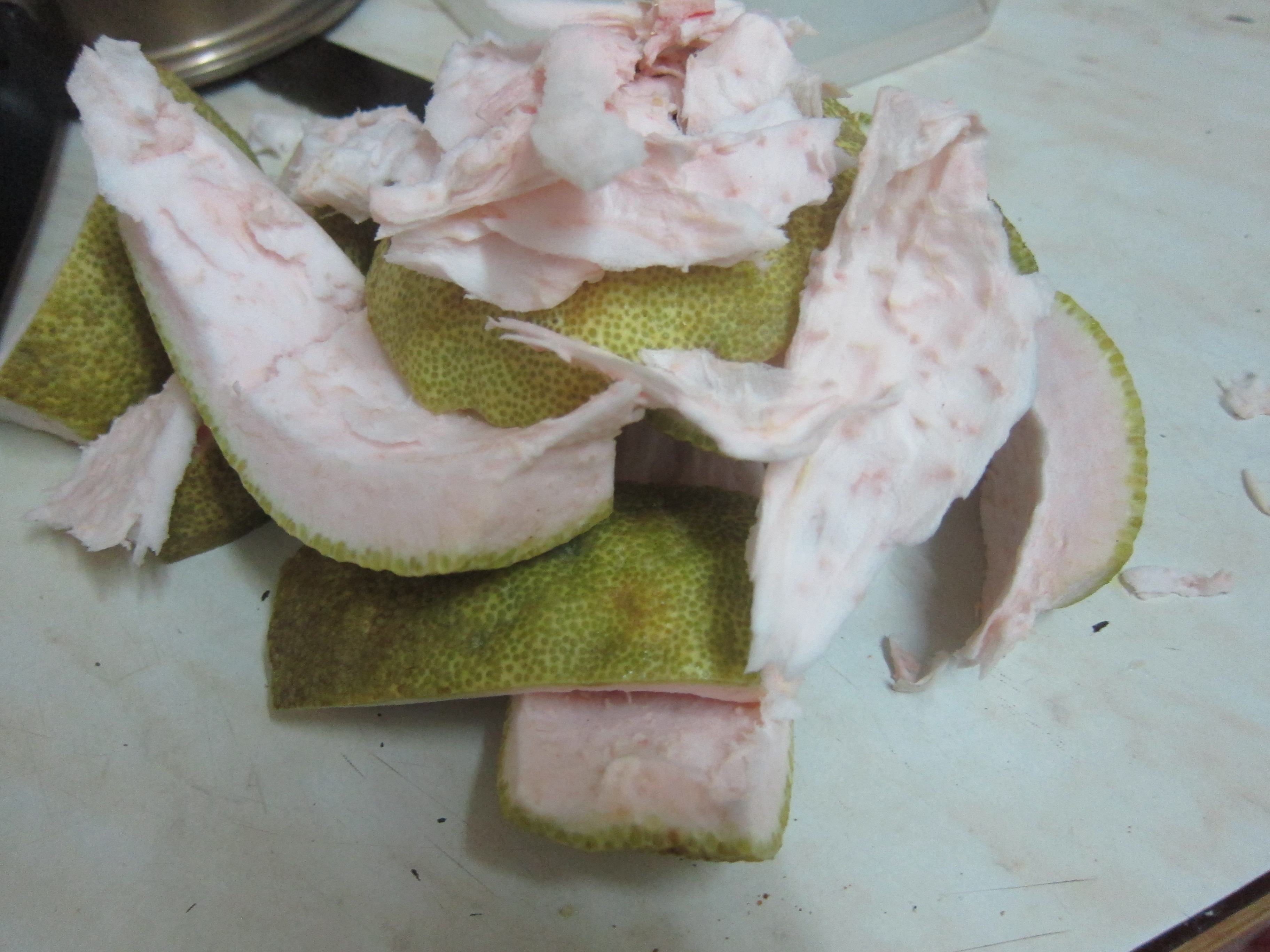
L'albedo de pamplemoussier se confit après désamérisassions.

L'albedo est principalement composé de cellulose et de pectines. Chez les pamplemousses et les grapefruits, la pectine de l'albedo a le degré d'estérification et la densité les plus élevés du fruit.
Dans l'albedo de certaines variétés d'agrumes, on rencontre des substances amères : la limonine et l'isolimonine (limonoïdes qui ne doivent pas être confondus avec le limonène), la limonine ne communique pas l'amertume quant elle est présente sous sa forme non-soluble. La limonine soluble passe dans le jus lors de l'extraction sous forme d'acide limonexique extrêmement amer, on y remédie en ne pressant pas l'albedo ou en traitant le jus. Un second principe amer est la narangine, flavonoïde présent dans l'albedo d'orange ou de C. paradisi.
L'albedo contient la plus forte proportion de composés phénoliques et de flavonoïdes antioxydants. L'albedo de grapefruit rouge (C. paradisi var Red Ruby) est un bon milieu de production de la naringine de synthèse.
Enfin, l'albedo est riche en fibres dont, chez l'orange, le polydextrose au potentiel prébiotique élevé, il stimule la croissance et le métabolisme de L. acidophilus et B. animalis.

### Culture
La carence en calcium entraine la dégradation de l'albedo des agrumes.

## Utilisation

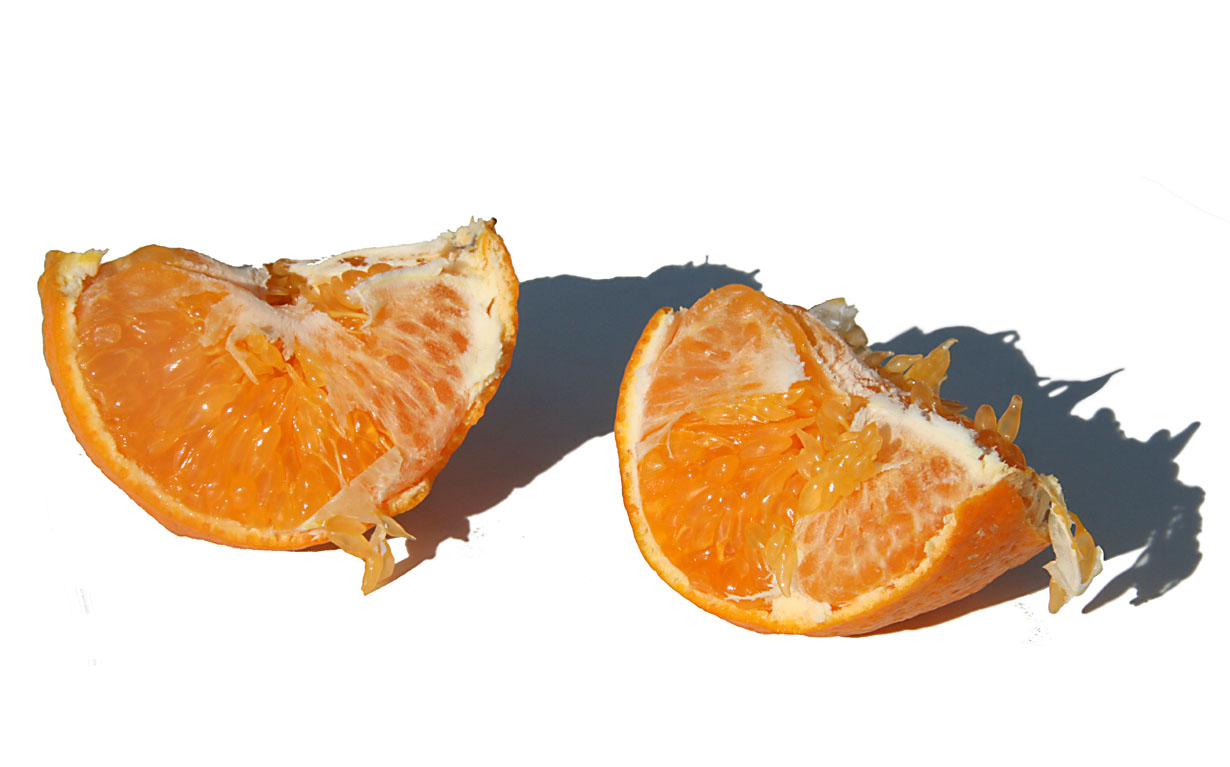
Albédo très réduit du tangor kanpei.

L'albedo des agrumes constitue le plus grand volume des déchets de pressage, en premier lieu l'albedo d'orange. L'industrie du jus utilise des techniques mécaniques et chimiques qui peuvent être nuisibles à l'environnement. C'est pourquoi de nombreuses recherches en vue du recyclage des rebus sont publiées. Il est une source de cellulose et de nanocellulose alimentaires qui en font un amendement possible du sol, un adsorbant ou un catalyseur, une source de protéines, de polyphénols avec des flavonoïdes (ériocitrine et en hespéridine chez les lumies) antioxydants et cytoprotecteurs, l'extrait éthanolique a une propriété antimicrobiennes.
L'albedo du fruit de la passion, important sous produit de l'industrie du jus, donne une farine (rendement de 9,76 %) qui contient de la pectine (40,5 %), des polyphénols (18,88 mg / 100 g), des flavonoïdes (13,51 mg / 100 g), des anthocyanes (1,74 mg / 100 g) et une quantité considérable de vitamine C (377,36 mg / 100 g).

### Alimentation et nutrition

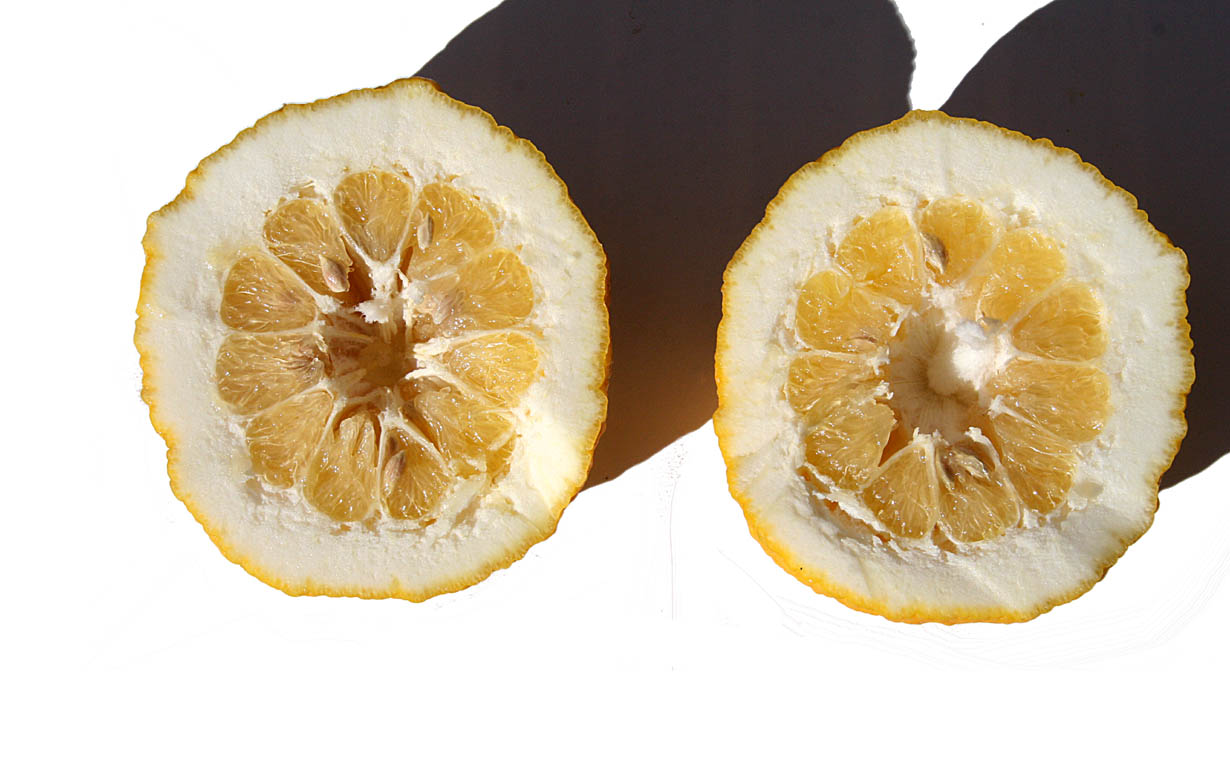
Pompia, l'albedo seul se confit

D'un point de vue alimentaire, les albedos de certains agrumes sont consommables crus par exemple ceux des cédrats, de la main de Bouddha, dans l'hybride Pompia on confit uniquement l'albédo, le zeste et la pulpe sont éliminés, celui du citron de Syracuse est réputé fin et doux. Il fait partie des chenpi de la médecine chinoise. Enfin ils sont fréquents sous forme confite au sucre consommés directement ou dans les pâtisseries. Une étude de l'Université de Guayaquil (2022) a montré que la capacité antioxydante se conserve bien dans l'albedo des agrumes congelés.

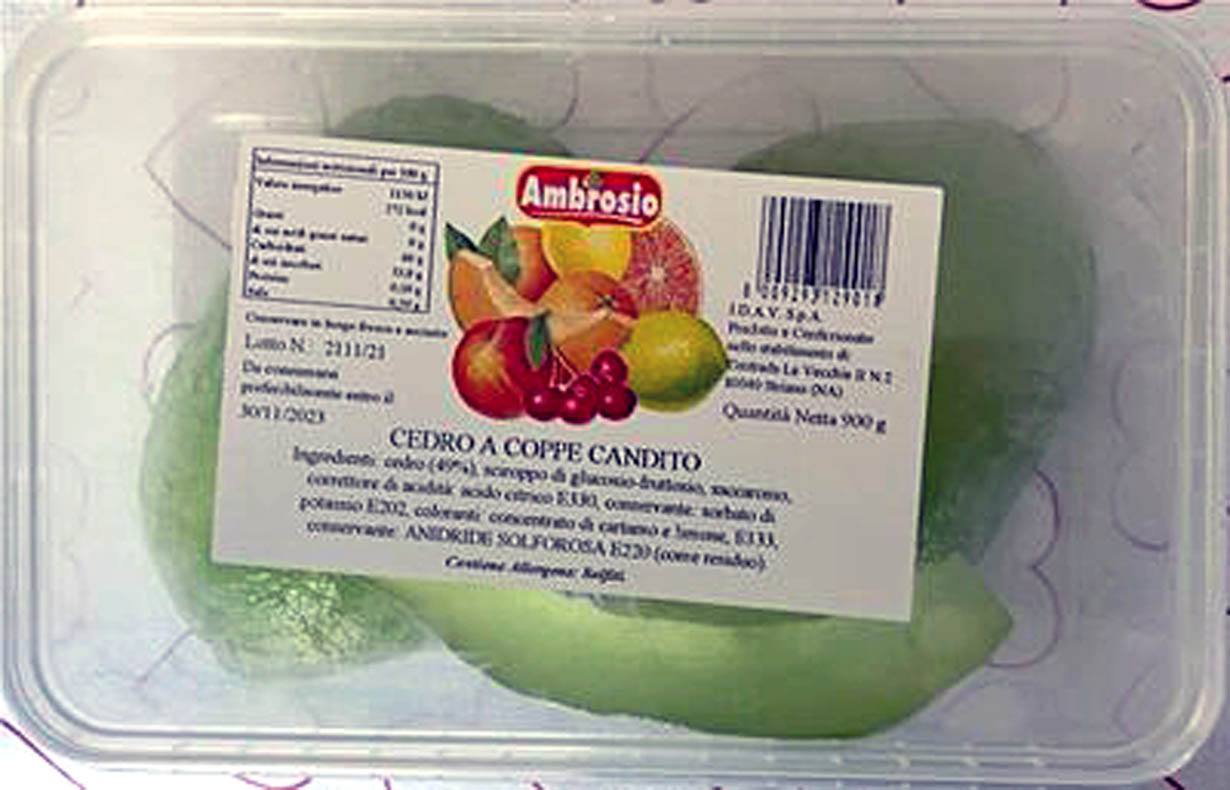
Cédrat confit, l'épais albedo se colore naturellement lors de la cuisson

La richesse en fibres de l'albédo d'orange lui permet de se substituer aux produits carnés. Le remplacement de 10 % de la farine par le l'albedo d'orange et de citron dans le tarhana (soupe fermentée du Moyen-Orient à base de yaourt) améliore le gout et la stabilité de l'émulsion.
Kentaro Matsuzaki (2022) dans sa synthèse sur les bénéfices des pelures d'agrumes sur la santé et sur le cerveau humain écrit: «En général, les flavonoïdes d'agrumes sont plus abondants dans le péricarpe que dans les parties comestibles [la pulpe], par exemple, la nobilétine et l'hespéridine sont les plus abondantes dans l'albédo et le flavédo». L'administration de peau d'agrume pulvérisée en double aveugle chez l'humain améliore significativement des biomarqueurs de stress inflammatoire et oxydatif, le facteur de nécrose tumorale (TNF)-α et les taux de malondialdéhyde.